# Rafał Michał Skarbek
Rafał Michał (Ludwik) Skarbek herbu Abdank (ur. ok. 1710, zm. 30 września 1776) – kasztelan warszawski w 1749 roku, wiceinstygator koronny w 1737 roku, chorąży kołomyjski od 1736 roku (zrezygnował przed 26 września 1765 roku), starosta sołotwiński w 1736 roku, sędzia kapturowy powiatu żydaczowskiego w 1764 roku.
Poseł na sejm 1746 roku i sejm 1758 roku z ziemi halickiej. Poseł na sejm 1762 roku z ziemi halickiej. W 1735 r. poślubił Magdalenę Benoe h. Taczała. Jedynym ich dzieckiem była Julianna (ok. 1730-1783), żona marszałka nadwornego koronnego Franciszka Rzewuskiego herbu Krzywda.